# Tramm (Schleswig-Holstein)
Tramm település Németországban, Schleswig-Holstein tartományban. Lakosainak száma 353 fő (2023. december 31.).

## Népesség
A település népességének változása:
| Lakosok száma | 261  | 355  | 360  | 339  | 342  | 353  |
|               | 1975 | 2017 | 2019 | 2021 | 2022 | 2023 |